# Flughafen Reykjavík

i8
i11
i13
Der Flughafen Reykjavík (isländisch Reykjavíkurflugvöllur, IATA-Code: RKV, ICAO-Code: BIRK) ist der Inlandsflughafen der isländischen Hauptstadt Reykjavík. Er liegt in unmittelbarer Nähe des Stadtgebiets, von dem er im Norden und Osten begrenzt wird. Im Süden liegt das Meer, im Osten das Naherholungsgebiet Öskjuhlíð. Internationale Flüge (außer nach Grönland) werden über den 50 km entfernten Flughafen Keflavík abgewickelt.

## Fluggesellschaften und Ziele
| Fluggesellschaft | Flugziele                                                                                        |
| ---------------- | ------------------------------------------------------------------------------------------------ |
| Eagle Air        | Höfn, Húsavík                                                                                    |
| Icelandair       | Akureyri, Egilsstaðir, Ísafjörður, Kulusuk, Nuuk, Vestmannaeyjar Saisonal: Ilulissat, Narsarsuaq |
| Norlandair       | Bíldudalur, Gjögur                                                                               |

## Verkehrszahlen

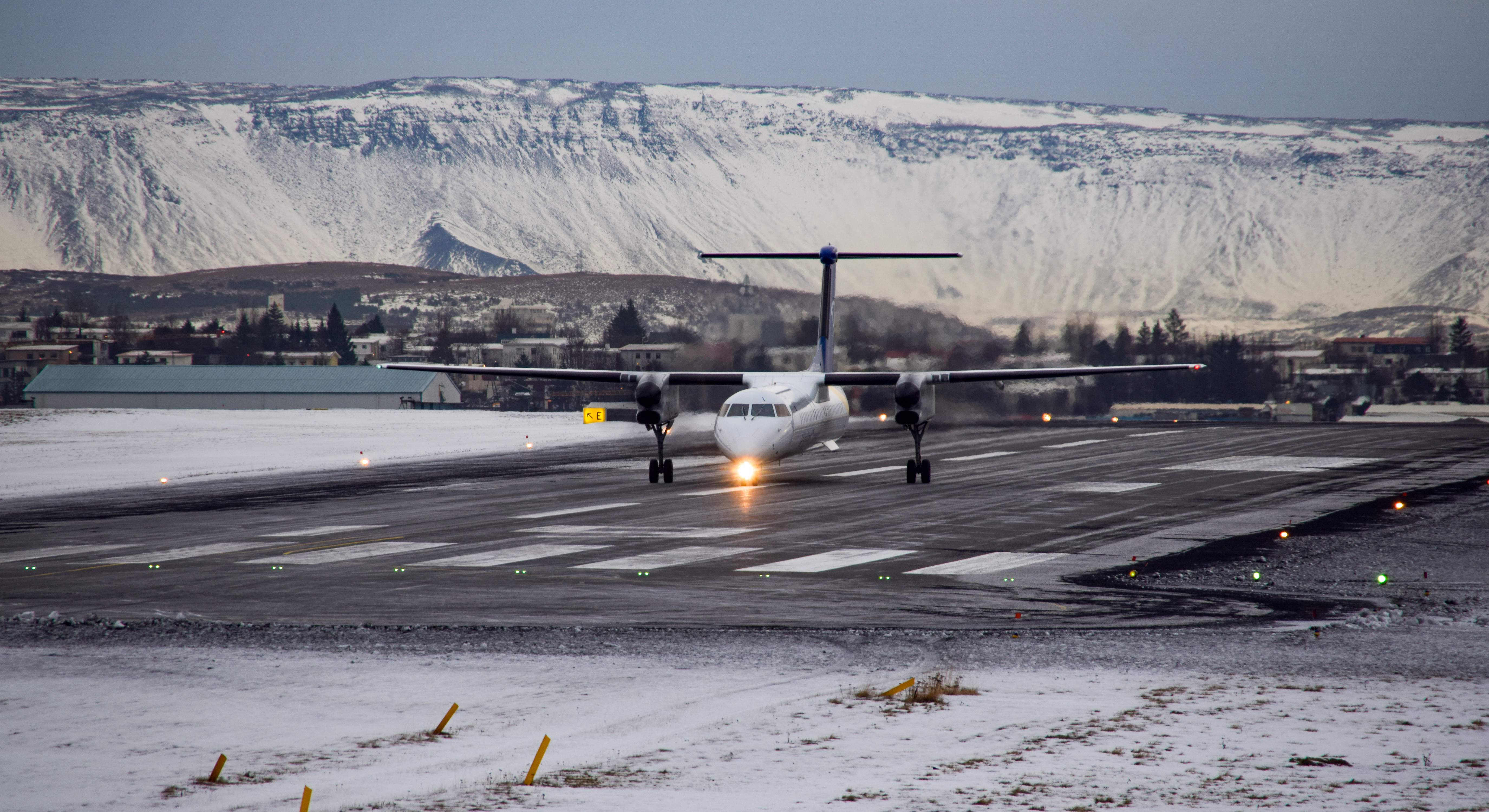
Eine De Havilland DHC-8-400 von Air Iceland Connect am Flughafen Reykjavík

| Jahr | Fluggastaufkommen | Luftfracht (Tonnen) | Flugbewegungen |
| ---- | ----------------- | ------------------- | -------------- |
| 2021 | 296.812           | 582                 | 49.012         |
| 2020 | 164.705           | 481                 | 40.561         |
| 2019 | 350.858           | 654                 | 59.689         |
| 2018 | 400.044           | 773                 | 64.190         |
| 2017 | 425.686           | 782                 | 64.656         |
| 2016 | 417.309           | 1.062               | 63.732         |
| 2015 | 388.977           | 978                 | 70.793         |
| 2014 | 364.749           | 954                 | 63.680         |
| 2013 | 380.770           | 958                 | 57.531         |
| 2012 | 410.341           | 1.047               | 55.937         |
| 2011 | 430.316           | 1.015               | 52.228         |

## Zwischenfälle
- Am 31. Januar 1951 verunglückte eine Douglas DC-3/C-47A-10-DK der Flugfélag Islands (heute Icelandair) (Luftfahrzeugkennzeichen TF-ISG) beim Versuch, in Reykjavík zu landen. Zuvor hatte die Besatzung einen Anflug aufgrund von schlechten Sichtbedingungen abgebrochen. Einige Trümmer wurden am nächsten Tag rund 18 Kilometer entfernt vom Flughafen im Atlantik entdeckt. Alle 20 Insassen kamen ums Leben.[3]

## Sperrung der Landebahn 13/31
Am 7. Februar 2025 wurde die Start- und Landebahn 13/31 (Ost-West-Richtung) gesperrt.
Bäume an der Öskjuhlíð (~ 500 m östlich) haben inzwischen Höhen erreicht, die eine Gefährdung nicht ausschließen.
Jetzt kann am Flugplatz der Hauptstadt nur noch eine Landebahn genutzt werden.
Am 27. Februar 2025 konnte die Landebahn zunächst nur für Krankentransport- und Rettungsflüge wieder freigegeben werden.
Am 27. März 2025 konnte die Landebahn wieder vollständig freigegeben werden nachdem 1.600 Bäume auf der Öskjuhlíð gefällt wurden.